# 美夜古泉駅
美夜古泉駅（みやこいずみえき）は、福岡県行橋市西泉七丁目にある平成筑豊鉄道田川線の駅である。駅番号はHC29。
駅名の「美夜古」は行橋の古名である。
当駅の近傍に工場を構える岡野バルブ製造がネーミングライツを取得し、2009年（平成21年）4月1日より愛称付きの駅名が岡野バルブ前 美夜古泉駅となっている。

## 歴史
- 1991年（平成3年）10月1日：駅開業[1]。
- 2009年（平成21年）4月1日：ネーミングライツにより「岡野バルブ前」の愛称が付く[2]。

## 駅構造
単式ホーム1面1線の棒線の地上駅。無人駅で駅舎はない。外部とは階段とスロープで結ばれ、バリアフリー対応である。

## 駅周辺
- 今川
- 岡野バルブ製造行橋工場
- 行橋市立泉中学校

## 隣の駅
平成筑豊鉄道
■田川線
令和コスタ行橋駅 (HC30)  - 美夜古泉駅(HC29) - 今川河童駅 (HC28)